# Tom Nijssen
Tom Nijssen (Maastricht, 1 oktober 1964) is een voormalig professioneel tennisser uit Nederland.

## Loopbaan
Nijssen was een specialist in het dubbelspel. Hij won twee Grand Slam-gemengddubbelspeltitels; het Frans Open in 1989 en het US Open in 1991, beide samen met Manon Bollegraf. Op het tennistoernooi van Wimbledon van 1993 werd hij tweede, eveneens met Bollegraf. In 1992 was hij finalist in het gemengd dubbelspel op het US Open samen met Helena Suková.
Zijn hoogste positie op de ATP-lijst enkelspel was de 87e plaats, op 17 april 1989. Zijn hoogste positie in het dubbelspel was de tiende plaats, op 11 mei 1992.

## Resultaten grandslamtoernooien
| Legenda | Legenda                          |
| ------- | -------------------------------- |
| g.t.    | geen toernooi gehouden           |
| l.c.    | lagere categorie                 |
| –       | niet deelgenomen                 |
| G       | uitgeschakeld in de groepsfase   |
| 1R      | uitgeschakeld in de eerste ronde |
| 2R      | uitgeschakeld in de tweede ronde |
| 3R      | uitgeschakeld in de derde ronde  |
| 4R      | uitgeschakeld in de vierde ronde |
| KF      | uitgeschakeld in de kwartfinale  |
| HF      | uitgeschakeld in de halve finale |
| F       | de finale verloren               |
| W       | het toernooi gewonnen            |
| w-v     | winst/verlies-balans             |

### Enkelspel
| Toernooi        | 1986 | 1987 | 1988 | 1989 | 1990 |
| --------------- | ---- | ---- | ---- | ---- | ---- |
| Australian Open | –    | –    | 1R   | 3R   | 1R   |
| Roland Garros   | 1R   | 1R   | –    | 1R   | –    |
| Wimbledon       | –    | –    | 1R   | 2R   | 1R   |
| US Open         | –    | –    | –    | 1R   | –    |

### Mannendubbelspel
| Toernooi        | 1986 | 1987 | 1988 | 1989 | 1990 | 1991 | 1992 | 1993 | 1994 | 1995 | 1996 | 1997 | 1998 |
| --------------- | ---- | ---- | ---- | ---- | ---- | ---- | ---- | ---- | ---- | ---- | ---- | ---- | ---- |
| Australian Open | –    | –    | 2R   | 3R   | 1R   | 1R   | KF   | 2R   | KF   | 1R   | 1R   | 3R   | 1R   |
| Roland Garros   | 2R   | 1R   | 2R   | 3R   | 2R   | KF   | 2R   | 2R   | 3R   | 1R   | 1R   | 2R   | –    |
| Wimbledon       | –    | –    | 3R   | 2R   | 2R   | 3R   | 1R   | 1R   | KF   | 1R   | 3R   | 2R   | 1R   |
| US Open         | –    | –    | –    | 1R   | –    | 1R   | 3R   | 3R   | KF   | 2R   | 2R   | 1R   | –    |